# Heinrich Schnaebeli
Johann Anselm Heinrich Schnaebeli (auch Heinrich Schnäbeli; geboren 1824 in Salzwedel (nach anderer Darstellung in der Schweiz); gestorben 26. November 1915) war ein deutscher Maler, Porträt-, Pferde- und Hoffotograf. Durch seine Retuschen in einer Kombination von Momentaufnahmen und Malerei galt der Künstler als einer der bekanntesten Sportfotografen seiner Zeit.

## Leben

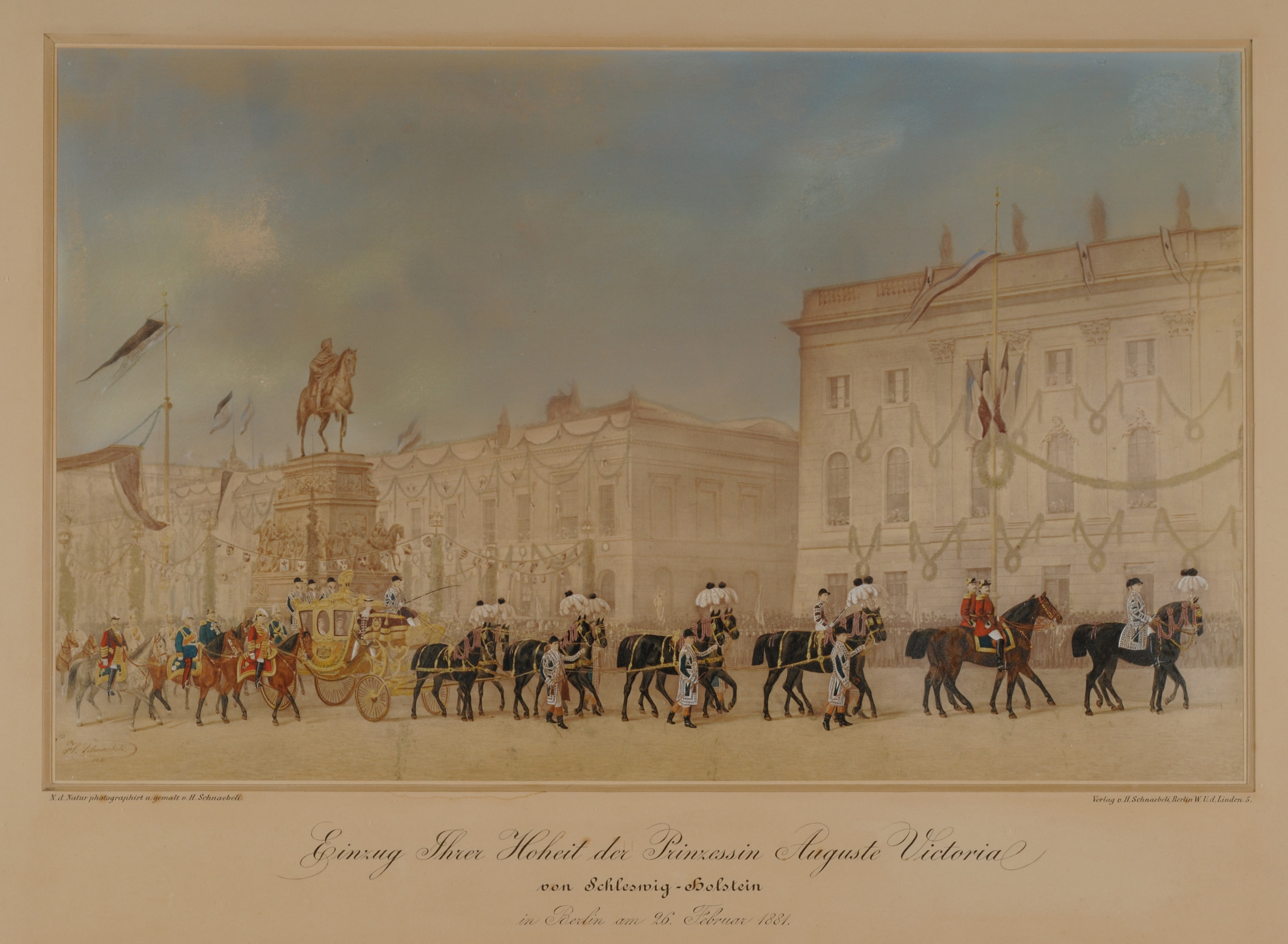
„Einzug ihrer Hoheit der Prinzessin August Victoria …“ (in Berlin am 26. Februar 1881; „N. d. Natur“ fotodokumentiert und gemalt von Schnaebeli, Verlag von H. Schnaebeli, Unter den Linden 5)

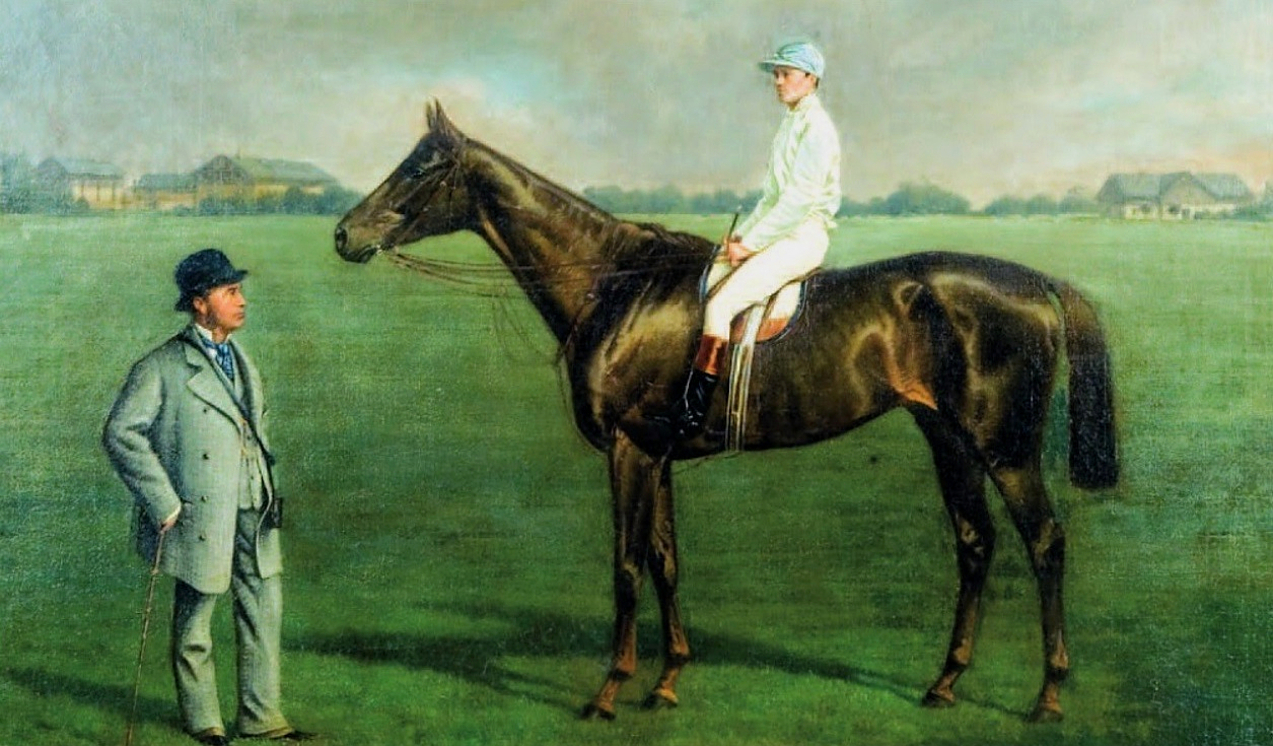
Kincsem, Sieger im Zukunfts-Preis von Baden 1876 und Großer Preis von Baden in den Jahren 1877, 1878 und 1879;
Öl auf Leinwand 55 × 73 cm, mit Signatur Schnaebelis, 1877; Provenienz Internationaler Club Baden-Baden e. V.

Heinrich Schnaebli war „von Haus aus akademisch gebildeter Maler“, bevor er sich der Fotografie zuwandte. 1854 ließ er sich mit ständigem Wohnsitz in Berlin nieder und eröffnete dort am 15. Oktober 1855 sein erstes Atelier.
Eine seiner Adressen war Unter den Linden im Zentrum von Berlin. Dort zählten vor allem gutbürgerliche und Persönlichkeiten aus den Kreisen der höheren Stände zu seiner Kundschaft, überwiegend aus der höfischen Gesellschaft und dem preußischen Militär.
Im Gründungsjahr des Photographischen Vereins zu Berlin trat Schnaebeli dem Verein bei, dem er zeitlebens angehörte. Schon damals hatte er sich auf „große Gruppenaufnahmen militärischer und sportlicher Art“ spezialisiert, die er – im Nassverfahren entwickelt – als Unterlage für farbige Übermalungen nutzte, oftmals als Unikate. Entsprechend wurden seine Arbeiten auch als eigenständige Kunstwerke angesehen und gehandelt.
Während des Deutschen Krieges fertigte Schnaebeli einige Porträts im preußischen Hauptquartier, jedoch keine Aufnahmen vom eigentlichen Kriegsgeschehen an den Fronten.
1868 wurde Schnaebeli der Titel „Königlicher Hofphotograph“ verliehen.
Während des Deutsch-Französischen Krieges fertigte „Herr Schnäbeli“ in Versailles Aufnahmen für das von ihm herausgegebene Kaiseralbum „auf eigene Kosten und auf eigenes Risiko“. Aus seinen Aufnahmen in Zusammenhang mit der Kaiserproklamation am 18. Januar 1871 im Schloss von Versailles mit König Wilhelm I. von Preußen stellte Heinrich Schnaebeli verschiedene Alben zusammen, die seine Kunstfertigkeit bei der Fotomontage demonstrieren. So montierte er beispielsweise verschiedene Abordnungen der Armeen vor dem Schloss. Zudem sind so genannte „Klebebilder“ bekannt, in denen er „berittene preußische Potentaten an Kriegsschauplätze“ versetzte.
Schnaebelis auf der Weltausstellung 1873 gezeigten Exponate unter der Überschrift Photographische Thierbilder wurden mit der Verdienstmedaille ausgezeichnet.
Zahlreiche von Schnaebelis Aufnahmen von in der Regel „edler“ Rasse- und Vollblutpferde wurden „in allen wichtigen Sportpublikationen“ seiner Zeit veröffentlicht, darunter in der Publikation Deutsches Sport-Album oder in der Zeitschrift Der Sporn, Vorläuferin der späteren Sport-Welt. Die deutsche Galoppsportzeitung. Seine Fotos der schnellen Vierbeiner, insbesondere auf dem Berliner Turf, fertigte Schnaebeli zunächst mit kurzen Belichtungszeiten, die scharfe, dadurch aber auch kontrastarme Negative ergaben. Diese retouchierte Schnaebeli anschließend detailreich, um die Erscheinung der Tiere in einer Mischung aus Original und Zeichnung hervorzuheben.
Im Gesamt-Verlags-Katalog des deutschen Buchhandels von 1882 führte „H. Schnaebli & Co., Hofphotographen und Kunstverlag für Militär, Sport und Landwirthschaft in Berlin W., Unter den Linden 5“ mit seinen Besitzern H. Schnaebeli und R. Brauns. Die beiden Inhaber arbeiteten als H. Schnaebeli & Co. seit dem 1. Juni 1882 zusammen. Gemeinsam verantworteten sie zu dem Zeitpunkt ein umfangreiches und mehr als zehn Seiten füllendes Sortiment lieferbarer betitelter Fotografien und Alben von Persönlichkeiten des öffentlichen Lebens, Reiterbildern und militärischen Gruppen. In verschiedenen Formaten wie Extra-, Imperial-, Royal-, Folio- und „Cabinettformat“ war nahezu alles auch koloriert zu genau festgelegten Preisen bestellbar. So waren namentlich benannte Pferde, Rennveranstaltungen oder landwirtschaftliches Nutzvieh in Lieferungen wie „Oesterreichisches Melkvieh-Racen-Album“ oder das „Gestüts-Album des Herzoglich Braunschweigischen Haupt-Gestüts Harzburg“ erhältlich.
H. Schnaebeli & Co. lieferte Anfang der 1880er Jahre ausschließlich am eigenen Firmensitz Berlin aus. Für auswärtige Interessenten empfahl die Firma die in Leipzig ansässigen Kommissionsbuchhandlung Gustav Brauns.
Schnaebeli führte sein Unternehmen unter wechselnden Adressen. Die Räumlichkeiten seines Ateliers Unter den Linden wurden 1902 von dem Pferdefotografen Franz Kühn übernommen.

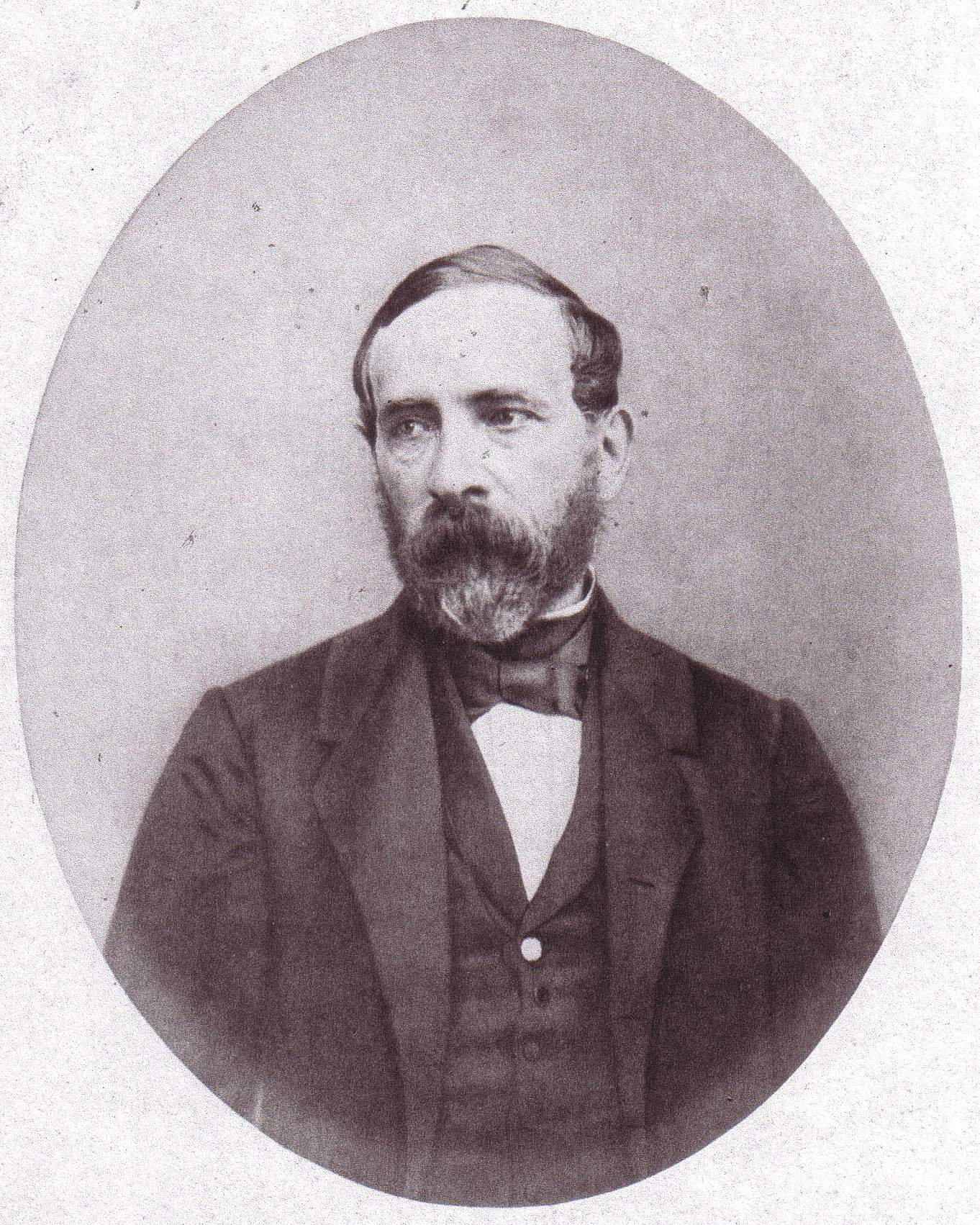
Rittergutsbesitzer und Mitbegründer der Tierzucht Hermann Engelhard von Nathusius; ovales Brustbild um 1860
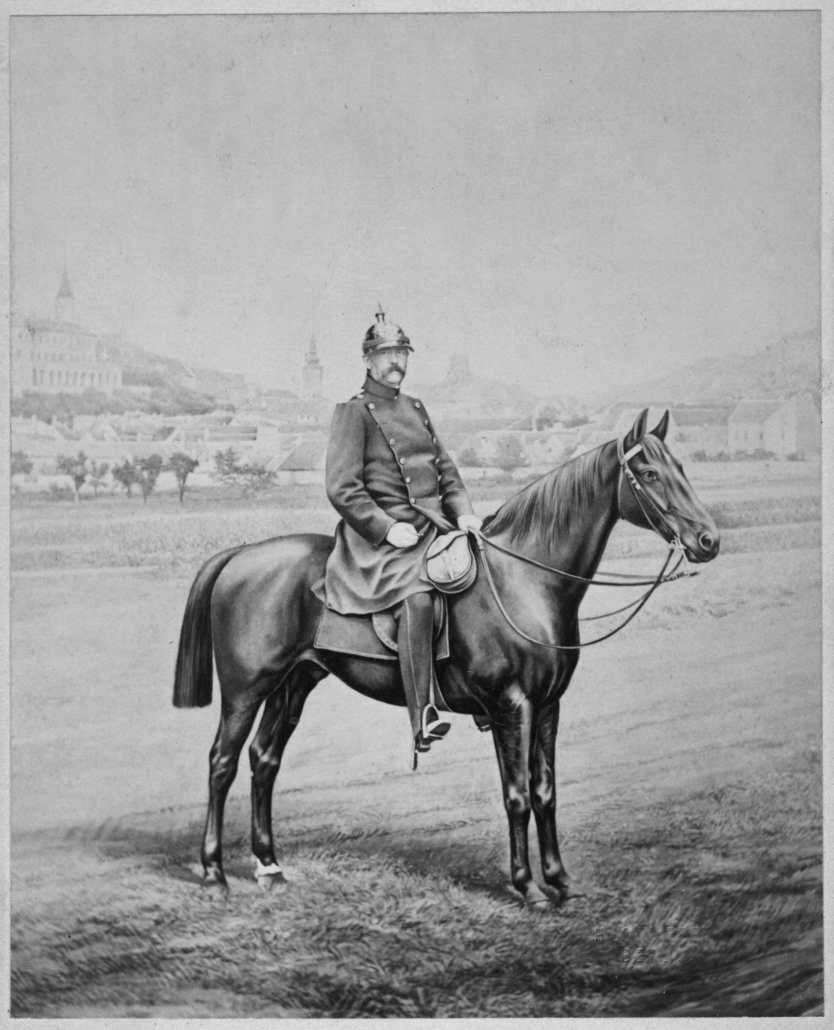
Otto von Bismarck zu Pferde am 1. Juli 1866
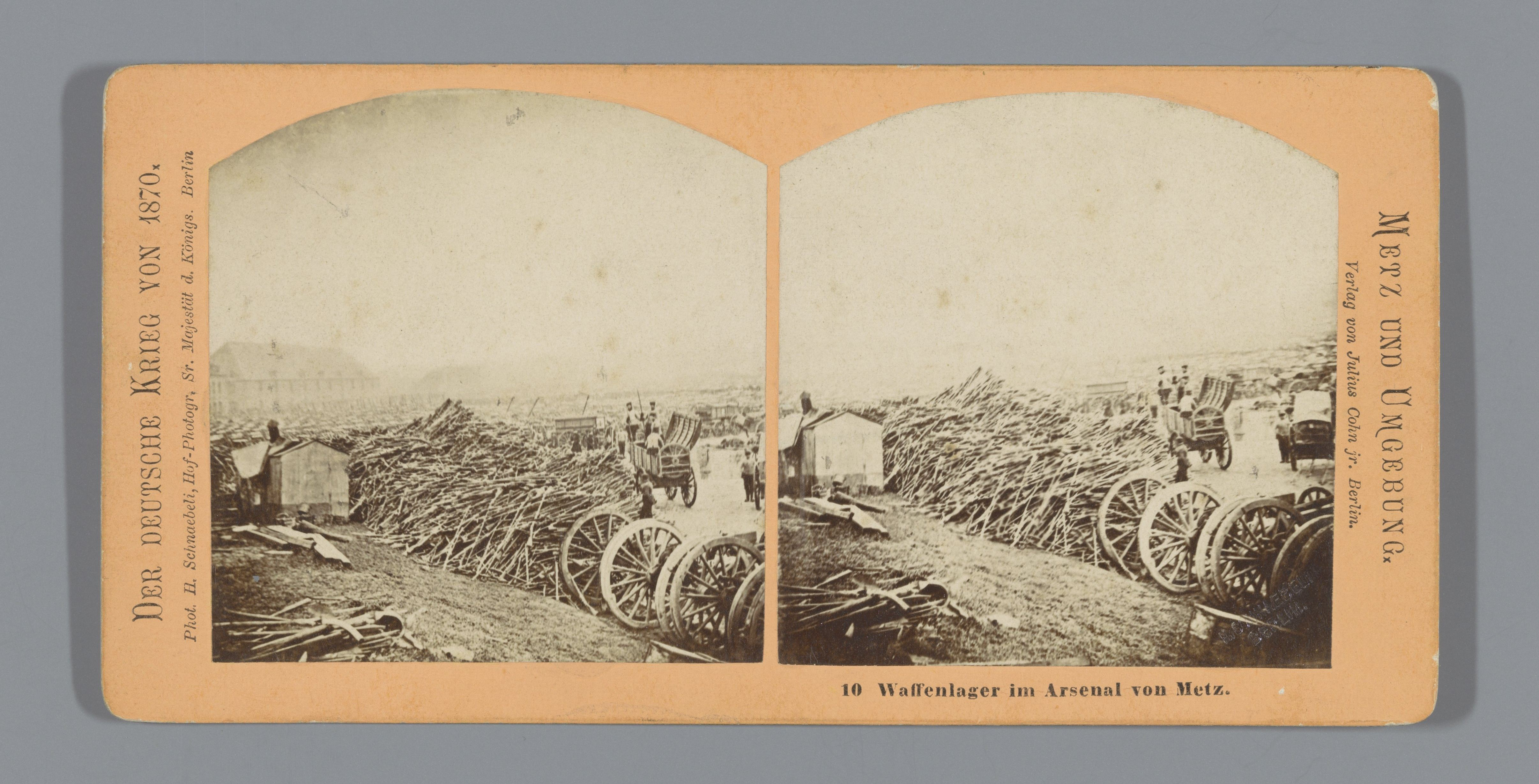
„Waffenlager im Arsenal von Metz“, Stereoskopie 10 der Serie Der Deutsche Krieg von 1870, Verlag Julius Cohn jr.
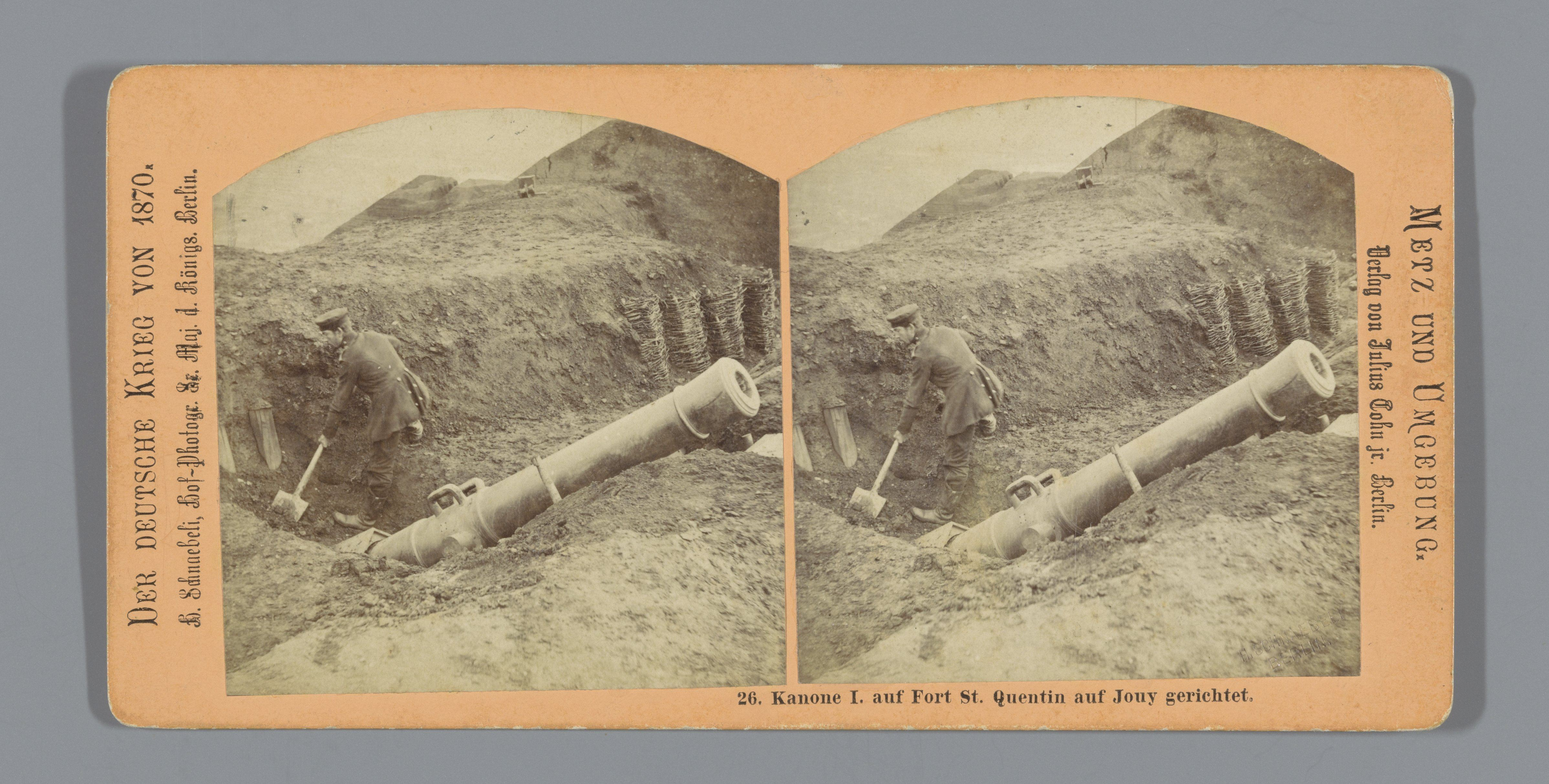
„Kanone I. auf Fort St. Quentin auf Jouy gerichtet“; Nummer 26 der Serie
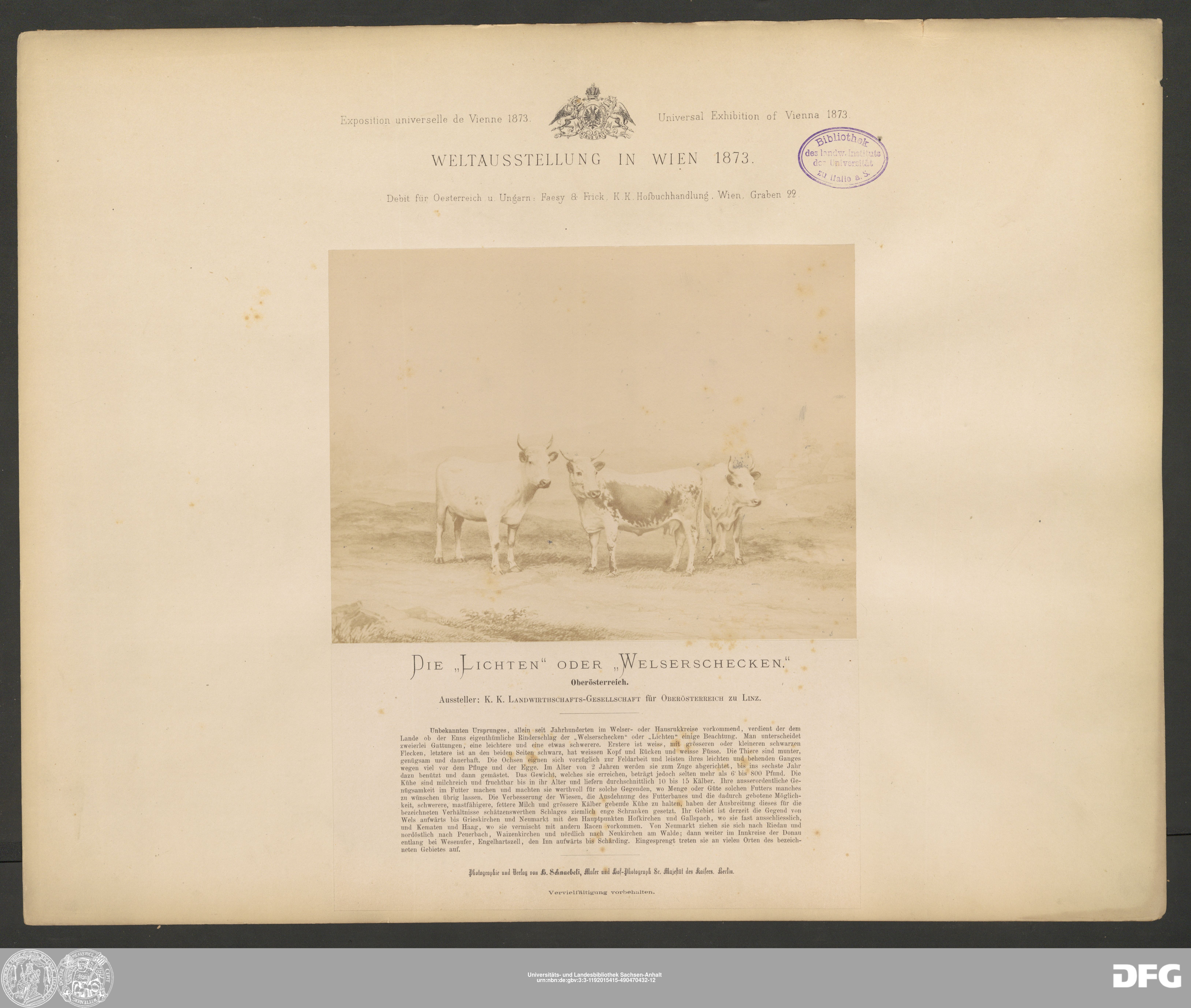
„Die ‚Lichten‘ oder ‚Welserschecken‘“ und die Beschreibung dieser Rinderrassen der K.K. Landwirtschafts-Gesellschaft für Oberösterreich in Linz auf der Weltausstellung 1873 in Wien
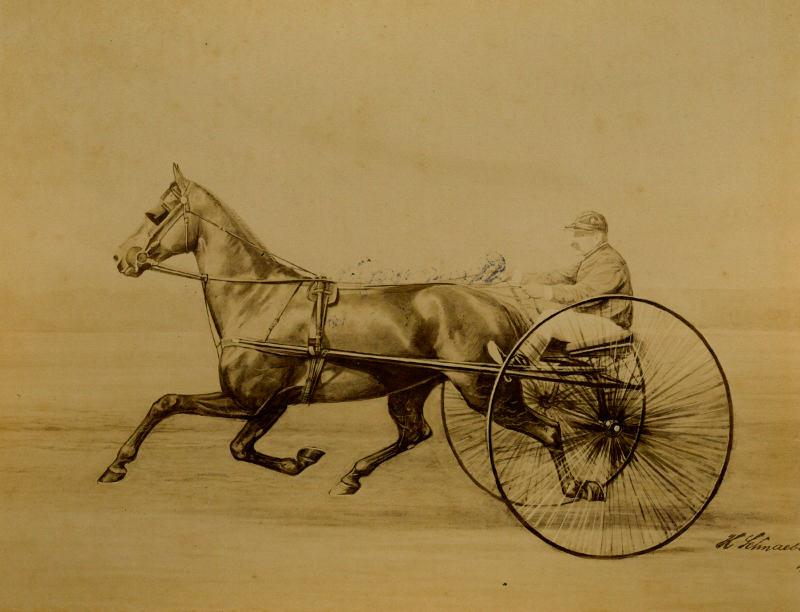
Momentaufnahme vom Trabrennsport, 1878/79
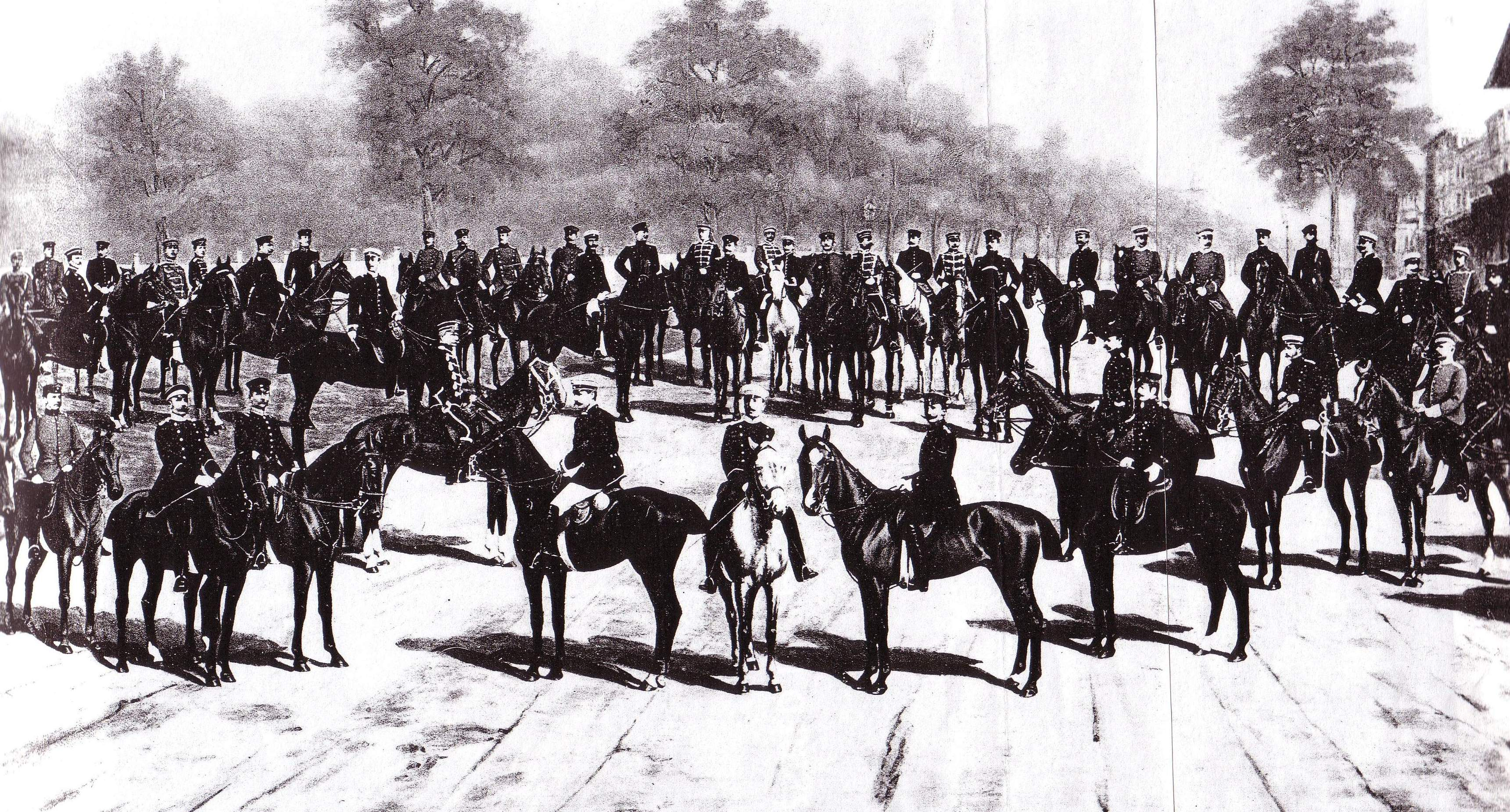
Teilnehmer des Distanzrittes Berlin-Wien 1892; Stich von Schnaebeli & Co, Berlin

## Alben des Fotografen
Im Gesamt-Verlags-Katalog des deutschen Buchhandels findet sich eine Übersicht aller von ihm Ende 1880 angebotenen Werke.
- H. Schnäbeli, H. v. Nathusius, A. Krocker: Landwirthschaftliches Thier-Album in Photographien. Die internationale landwirthschaftliche Ausstellung in Hamburg 1863, Berlin 1864–1866
- Landwirtschaftliches Tier-Album in Photographien, bei der Ausstellung in Stettin im Jahre 1865 nach der Natur aufgenommen, Berlin [1865?]
- H. Schnäbeli, H. v. Nathusius, J. v. Schwartz: Deutsches Gestüt-Album, Berlin [1868–1873]
- H. Schnäbeli, Hermann Engelhard von von Nathusius, Hermann Settegast: Landwirthschaftliches Thier-Album in Photographien von H. Schnaebeli. Die landwirthschaftliche Ausstellung gelegentlich der XXVII. Versammlung deutscher Land- und Forstwirthe in Breslau, 1869, Berlin: Wiegandt & Hempel, [1869-circa 1875]
- Album der Proklamierung des deutschen Kaiserreiches im Schlosse zu Versailles 18. Januar 1871. H. Schnäbeli, Berlin 1871 (Digitalisat)
- Album der oesterreichischen Melkviehracen. Ausgestellt von den betreffenden landwirthschaftlichen Gesellschaften auf dem Weltausstellungsplatze in Wien. Berlin, H. Schaebeli 1873 (Digitalisat).
- Aus der Armee: Nach der Natur aufgenommen und gemalt von H. Schnaebeli, Berlin: H. Schnaebeli & Co., [circa 1881]
- Renz Album. 16 Aufnahmen von Reitern und Pferden des Circus Renz, Berlin: H. Schnaebeli & Co, [ca. 1883]
- Album des Trabrenn-Sport. H. Schnaebeli & Co. Hof-Photographen u. Kunstverlag. Berlin Unter den Linden 30

## Museen mit Werken des Fotografen
- Das Hippologische Institut des Deutschen Pferdemuseums in Verden an der Aller besitzt zahlreiche Fotografien Schnaebelis, darunter 20 Aufnahmen von 1891, die die „damals erfolgreichsten Rösser und Reiter im Rennsport“ zeigen. Das Archiv des Museums umfasst acht in eleganten roten Leinenmappen gebundene Alben des Künstlers, die beispielsweise 2011 als Exponate in der Serie „hippologische Leckenbissen“ ausgestellt wurden.[5]
- Das Deutsche Historische Museum (DHM) ist im Besitz von Stereskopien Schnaebelis, die von diesem als Berichterstattung vom Deutsch-Französischen Krieg 1870/71 angesehen werden.[7]